# Sandrine Willems
Sandrine Willems, née en 1968 à Bruxelles est écrivaine, psychologue et philosophe. 
D'abord comédienne puis réalisatrice, c'est par la parole vive qu’elle est arrivée à la littérature. Son écriture en garde une dimension très sonore, et elle fait souvent des lectures de ses textes. 
Dans ses romans et récits, la question biographique est centrale - portant sur des personnages mythiques ou historiques, ou sa propre vie. D'un texte à l'autre se poursuit une interrogation sur les différentes formes de l'amour. Elle explore aussi, en particulier dans ses essais, nos relations au "non-humain" - des animaux aux "dieux". 
Également docteur en philosophie et psychologue, elle tend à allier la pensée et l'affect. Passionnée par le dialogue et la rencontre, elle propose des accompagnements personnalisés, thérapeutiques, philosophiques ou artistiques, ainsi que des ateliers de philosophie.

## Biographie
Après avoir interprété différents rôles au théâtre et au cinéma, elle fait des études de philosophie, qui s’achèvent par une thèse de doctorat sur Georges Bataille. Elle revient ensuite au théâtre par la mise en scène, à Strasbourg, puis réalise pour le cinéma et la télévision plusieurs courts et moyens métrages, ainsi que des documentaires musicaux (notamment pour Arte). Après quoi, l’écriture de scénarios la conduit à la littérature, et elle publie plusieurs romans, puis des essais (notamment aux éditions du Seuil). 
Elle devient psychologue, à Nice, et travaille plusieurs années auprès de patients ayant une problématique d’addiction. Elle prête un intérêt particulier aux thérapies accompagnées par des animaux, et participe à différentes formations sur les relations avec ceux-ci (à Paris XIII puis en Ardèche). 
Arrivée à Montpellier en 2016, elle y a animé, à la faculté de psychologie, un séminaire et des ateliers d’improvisation sur la reliance au non-humain. 
Parallèlement, elle continue à écrire, et propose des accompagnements individualisés et des ateliers.

## Œuvres littéraires
Fiction
- Una voce poco fa. Un chant de Maria Malibran, Paris, Éditions Autrement, coll. « Littératures », 2000, 76 p.  (ISBN 2-86260-975-7)[1]
- Les Petits Dieux, onze « romans miniatures », Paris, Les Impressions Nouvelles, coll. « Traverses », 2001 (BNF 38807807)[2] Réédition partielle chez Espace Nord, 2017

- prix « Nouvelles » 2004 de l’Académie royale de langue et de littérature françaises de Belgique
- L’Homme et les Loups, Paris, Les Impressions Nouvelles, coll. « Traverses », 2001, 45 p.  (ISBN 2-906131-35-0)
- Tchang et le yéti, Paris, Les Impressions Nouvelles, coll. « Traverses », 2001, 45 p.  (ISBN 2-906131-34-2)
- Carmen et le taureau, Paris, Les Impressions Nouvelles, coll. « Traverses », 2001, 57 p.  (ISBN 2-906131-36-9)
- La Dame et la Licorne, Paris, Les Impressions Nouvelles, coll. « Traverses », 2001, 47 p.  (ISBN 2-906131-29-6)
- Chardin et le lièvre, Paris, Les Impressions Nouvelles, coll. « Traverses », 2001, 52 p.  (ISBN 2-906131-28-8)
- Borges et la lézarde, Paris, Les Impressions Nouvelles, coll. « Traverses », 2002, 61 p.  (ISBN 2-906131-43-1)
- Artémis et le cerf, Paris, Les Impressions Nouvelles, coll. « Traverses », 2002, 46 p.  (ISBN 2-906131-40-7)
- Saint Jérôme et le lion, Paris, Les Impressions Nouvelles, coll. « Traverses », 2002, 54 p.  (ISBN 2-906131-44-X)
- Abraham et l'agneau, Bruxelles, Belgique, Les Impressions Nouvelles, coll. « Traverses », 2002, 47 p.  (ISBN 2-906131-48-2)
- Nietzsche et les oiseaux, Paris, Les Impressions Nouvelles, coll. « Traverses », 2002, 47 p.  (ISBN 2-906131-49-0)
- Franju et le porc, Paris, Les Impressions Nouvelles, coll. « Traverses », 2002, 47 p.  (ISBN 2-906131-50-4)

- Le roman dans les ronces ou La légende de Charles VI, roi fou, et de sa servante, Paris, Bruxelles, Les Impressions Nouvelles, 2003, 185 p.  (ISBN 2-906131-63-6)[3]
- Le Sourire de Bérénice, Paris, Bruxelles, Les Impressions Nouvelles, 2004, 196 p.  (ISBN 2-906131-63-6)
- Élégie à Michel-Ange, phot. de Marie-Françoise Plissart, Paris, Bruxelles, Les Impressions Nouvelles, 2005, 217 p.  (ISBN 2-87449-002-4)
- À l’Espère, Bruxelles, Belgique, Les Impressions Nouvelles, 2007, 217 p.  (ISBN 2-87449-002-4)
- Éros en son absence, Bruxelles, Belgique, Les Impressions Nouvelles, 2009, 189 p.  (ISBN 978-2-87449-064-4)
- L’Extrême, Bruxelles, Belgique, Les Impressions Nouvelles, 2010, 156 p.  (ISBN 978-2-87449-091-0)[4]

Essais
- Devenir oiseau - introduction à la vie gratuite, Bruxelles, Belgique, Les Impressions Nouvelles, 2018 (ISBN 978-2-87449-599-1). Sélectionné parmi les finalistes du prix Rossel 2018 ; prix essai 2019 de l’Académie royale de langue et de littérature françaises de Belgique
- Addictions et reliances, Les impressions Nouvelles, 2017
- Carnets de l’autre amour, Bruxelles, Belgique, Les Impressions Nouvelles, 2014, 176 p.  (ISBN 978-2-87449-204-4)
- L’Animal à l’âme. De l’animal-sujet aux psychothérapies accompagnées par des animaux, Paris, Éditions du Seuil, coll. « Sciences humaines », 2011, 352 p.  (ISBN 978-2-02-105430-9). Prix prix essai 2012 de l’Académie royale de langue et de littérature françaises de Belgique [5]

## Documentaires
- Philippe Herreweghe, et le Verbe s’est fait chant, 1999
- Chants et soupirs des renaissants, selon Paul Van Nevel, 2001.
- D'errance et de racines, portrait du lieu à vivre Médiation, avec Marie-Françoise Plissart, 2014.

## Mise en scène au théâtre
- La Princesse Blanche de Rilke, au Théâtre du Tambourin de Strasbourg, 1991.
- Una Voce poco fa, festival de Bruxelles, 2000.